# Mario Filippo
Mario José Filippo (3 de agosto de 1919) es un exfutbolista argentino que se desempeñaba como defensa.

## Clubes
| Club               | País      | Año         |
| ------------------ | --------- | ----------- |
| River Plate        | Argentina | 1939 - 1940 |
| Lanús              | Argentina | 1942 - 1947 |
| Racing Club        | Argentina | 1948        |
| Ferro Carril Oeste | Argentina | 1949 - 1950 |
| Atlanta            | Argentina | 1951        |